# La mentira
La mentira (no Brasil e em Portugal, A Mentira) é uma telenovela mexicana produzida por Carlos Sotomayor para a Televisa e exibida pelo Canal de las Estrellas entre 13 de julho a 27 de novembro de 1998, em 100 capítulos, substituindo Rencor apasionado e antecedendo Ángela.
De autoria original da escritora mexicana Caridad Bravo Adams e baseada na telenovela La mentira, foi adaptada por Nora Alemán.
É protagonizada por Kate del Castillo e Guy Ecker, com atuações estrelares de Rosa María Bianchi, Blanca Guerra e Eric del Castillo e antagonizada por Karla Álvarez e Luis Gatica.

## Enredo
Virgínia (Karla Álvarez), é uma jovem má e ambiciosa, capaz de abortar seu filho e roubar o próprio noivo, Ricardo (Rodrigo Abed), e desprezá- lo para viver com outro homem, João (Sergio Basañez). Iludido pelo amor que sente por Virgínia, Ricardo se mata, para o desespero de seu irmão, Demétrio (Guy Ecker), que volta do exterior para se vingar. O problema é que o rapaz não sabe a identidade da culpada, tendo como pista um broche deixado pelo seu falecido irmão, indicando que o nome da moça começa com a letra V. Sobrinha dos ricaços Teodoro (Eric del Castillo) e Sara (Rosa María Bianchi), Virgínia é prima de Verônica (Kate del Castillo), que, ao contrario da vilã, é bondosa e vive sendo assediada por João. Louca de ciúmes, Virgínia inventa para Demétrio que Verônica foi a responsável pelo suicídio de Ricardo.
Demétrio traça um plano contra Verônica, que se apaixona por ele. Os dois se casam, e após a noite de núpcias, Demétrio se transforma em um homem rude. Verônica sofre nas mãos dele e vive um inferno em casa. Com o passar do tempo, ele também se envolve com a esposa, mas, mesmo assim, a trata com muita indiferença. Verônica descobre a farsa do marido e resolve se divorciar. Demétrio se declara apaixonado por ela, mas é tarde! No dia do casamento de João e Virgínia, Verônica apresenta provas contra a prima e desmascara a vilã diante de todos. Virgínia enlouquece e resolve acabar de vez com Verônica. A protagonista foge para a capital, para trabalhar com André (Tony Bravo), e se torna uma mulher poderosa. A executiva passa a ser cobiçada pelo sócio, mas João e Demétrio também continuam no páreo. Ao conhecer Miranda (Blanca Guerra), André desiste de conquistar Verônica, para viver um novo relacionamento.
Miranda revela ser a mãe de Verônica. Virgínia é absolvida dos crimes que cometeu por falta de provas. Revoltado, Santiago (Luis Gatica), amante de Virgínia, atira nela, ela não morre, mas fica tetraplégica. Santiago é preso. Virginia contrata Bocão para prejudicar sua família mas ele é preso. João resolve esquecer Verônica ao perceber que ela ama Demétrio, e se envolve com a professora Nicole (Mayrín Villanueva). Verônica, por uma manipulação de Virgínia, pensa que tem câncer e que morrerá antes de terminar a gravidez. Mas, apesar de um parto complicado, dá à luz um lindo bebê e segue feliz com Demétrio. Virginia é presa mesmo na cadeira de rodas. Tudo termina no dia do batizado do filho de Demétrio e Verônica.

## Elenco
| Ator                  | Personagem |
| --------------------- | --- |
| Kate del Castillo     | Verônica Fernandes-Negrete / Verônica Fernandes-Negrete de Assunção / Verônica Fernandes-Negrete Montesinos de Assunção |
| Guy Ecker             | Demétrio Assunção |
| Karla Álvarez         | Virgínia Fernandes-Negrete                                                                                              |
| Sergio Basañez        | João Fernandes-Negrete Monteiro                                                                                         |
| Rosa María Bianchi    | Sara Monteiro de Fernandes-Negrete                                                                                      |
| Eric del Castillo     | Teodoro "Téo" Fernandes-Negrete                                                                                         |
| Silvia Mariscal       | Letícia "Lety" |
| Luis Gatica           | Santiago Terrazas |
| Salvador Pineda       | Dr. Francisco Moguel |
| Tony Bravo            | André Belot |
| Carlos Cámara         | José "Pepe" Diez |
| Aaron Hernán          | Padre Pablo Williams |
| Mayrín Villanueva     | Nicole Belot |
| Blanca Guerra         | Miranda Montesinos |
| Gabriela Arroyo       | Maruquita |
| Tina Romero           | Irma de Moguel |
| Julio Bracho          | Carlos "Carlinhos" Jr.                                                                                                  |
| Audrey Vera           | Karla |
| Israel Jaitovich      | Jacinto |
| Eduardo Iduñate       | Policial |
| Miguel Garza          | Ignacio Sosa |
| Claudia Elisa Aguilar | Gildarda |
| Roxana Castellanos    | Jandira |
| Guillermo Rivas       | Professor Aguiar |
| Claudia Troyo         | Iracema |
| Vanessa Arias         | Beatriz "Betty" |
| Vicente Herrera       | Mauricio Perez |
| Gustavo Negrete       | Carlos |
| Alex Trillanes        | Marcos |
| Ximena Adriana        | Mosita |
| Sergio Reynoso        | Juiz Ernesto Salcedo |
| Elsa Cárdenas         | Helen |
| Liza Willert          | Sra. Gilbert |
| Rodrigo Abed          | Ricardo Prata |
| Estrella Lugo         | Laura |
| Eugenia Avendaño      | Guadalupe de Martínez                                                                                                   |
| Alexandra Monterrubio | Susana Blanquet |
| Ricardo Vera          | Produtor de TV |

## Exibição

### No México
Foi reprisada pelo TLNovelas entre 9 de março e 24 de julho de 2009, substituindo Alborada e sendo substituida por Cañaveral de pasiones. Voltou a ser exibida pelo mesmo canal entre 9 de novembro de 2020 e 18 de janeiro de 2021, substituindo Rosa salvaje e sendo substituída por De pura sangre.
Foi reprisada pelo seu canal original entre 26 de dezembro de 2011 a 16 de março de 2012 substituindo Eva Luna e sendo substituída pelo seriado El Chavo del Ocho.
Foi reprisada pela segunda vez por seu canal original, de 22 de janeiro a 19 de abril de 2024, substituindo El privilegio de amar e sendo substituída por Esmeralda, às 14h30.

### No Brasil
No Brasil, foi exibida pelo SBT entre 8 de maio a 2 de outubro de 2000, em 100 capítulos, substituindo O Privilégio de Amar e sendo substituída por Esmeralda, às 20h30.
Foi exibida pela primeira vez pelo canal pago TLN Network entre 20 de maio a 4 de outubro de 2013 substituindo O Privilégio de Amar e sendo substituída por Manancial.
Foi reprisada pela primeira vez pelo SBT entre 28 de março a 15 de julho de 2016, em 80 capítulos, substituindo Chaves. 
Durante a primeira semana foi exibida às 13h45 apenas para os estados que não tem programação local, mas devido a baixa audiência a partir do dia 4 de abril de 2016, o SBT decidiu exibi-la para todo o Brasil, às 15h15, logo após o Casos de Família e abrindo a sessão das Novelas da Tarde. Assim como fizeram com a reprise de Maria do Bairro, não houve substituta, ou seja, o horário foi fechado mais uma vez com essa reprise.
Foi exibida pela segunda vez pelo TLN Network entre 17 de outubro de 2016 a 3 de março de 2017 substituindo Ambição e sendo substituída por O privilégio de amar.
A novela estava disponível na Netflix com o nome "Corações Feridos".

### Em Portugal
Foi exibida em Portugal pela RTP1 entre 09 de junho a 29 de setembro de 2000.

## Audiência

### No México
Em sua exibição original, a trama alcançou uma média de 28,7 pontos, um fenômeno para o horário das 17:00.

### No Brasil
Em sua primeira exibição de 2000, a trama alcançou média de 14 pontos para o SBT no horário das 20h15. Sua reprise em 2016 teve média de 5,7 pontos.

## Versões
- La mentira (1952), filme dirigido por Juan J. Ortega, protagonizado por Marga López, Jorge Mistral e Gina Cabrera.
- La mentira (1965), telenovela dirigida e produzida por Ernesto Alonso. Protagonizada por Julissa, Enrique Lizalde e Fanny Cano.
- Calúnia (1966), telenovela escrita por Thalma de Oliveira para TV Tupi no Brasil e protagonizada por Fernanda Montenegro, Sérgio Cardoso e Geórgia Gomide.
- La mentira (1970), filme dirigido por Emilio Gómez Muriel e protagonizado por Julissa, Enrique Lizalde e Blanca Sánchez.
- El amor nunca muere (1982), telenovela dirigida por Alfredo Saldaña e produzida por Ernesto Alonso. Protagonizada por Christian Bach, Frank Moro e Silvia Pasquel.
- El juramento (2008), telenovela produzida pela Telemundo e protagonizada por Natalia Streignard, Osvaldo Ríos e Dominika Paleta. Seria intitulada El engaño.
- Cuando me enamoro (2010), telenovela produzida pela Televisa e protagonizada por Silvia Navarro, Juan Soler e Jessica Coch.
- Corações Feridos (2012) telenovela produzida pelo SBT e protagonizada por Patrícia Barros, Cynthia Falabella e Flávio Tolezani.
- Lo Imperdonable (2015) telenovela produzida pela Televisa, protagonizada por Ana Brenda Contreras, Ivan Sánchez e e Grettell Valdéz.

## Prêmios e Indicações

### Prêmio TVyNovelas 1999
| Categoria                    | Pessoa             | Resultado |
| ---------------------------- | ------------------ | --------- |
| Melhor telenovela            | Carlos Sotomayor   | Nomeado   |
| Melhor ator protagonista     | Guy Ecker          | Nomeado   |
| Melhor ator jovem            | Guy Ecker          | Ganhador  |
| Melhor atriz antagonista     | Karla Álvarez      | Nomeada   |
| Melhor ator antagonista      | Luis Gatica        | Nomeado   |
| Melhor primeira atriz        | Rosa María Bianchi | Nomeada   |
| Melhor primeiro ator         | Eric del Castillo  | Nomeado   |
| Melhor atriz juvenil         | Kate del Castillo  | Nomeada   |
| Debutante do ano             | Mayrín Villanueva  | Nomeada   |
| Melhor historia ou adaptação | Nora Alemán        | Ganhadora |
| Melhor cenografia            | Rocío Vélez        | Ganhadora |
| Melhor ambientação           | Rosalba Santoyo    | Ganhadora |